# Svjetsko prvenstvo u nogometu – Brazil 2014.
Svjetsko prvenstvo u nogometu 2014. je bilo 20. izdanje svjetskog nogometnog prvenstva, koje se održalo u Brazilu, a igralo se od 12. lipnja do 13. srpnja 2014. godine. FIFA je 7. ožujka 2003. objavila da će se, po prvi put nakon prvenstva u Argentini 1978., u skladu s politikom FIFA-e da se pravo na organizaciju prvenstava rotira među konfederacijama koje čine FIFA-u, prvenstvo održati u Južnoj Americi.
Konačna odluka o domaćinu donesena je 30. listopada 2007. Ovo je drugi put da je Brazil domaćin svjetskog nogometnog prvenstva, nakon prvenstva 1950. godine. Kvalifikacijama su pristupile 203 reprezentacije koje se bore za 31 mjesto na završnici prvenstva. Konačni ždrijeb skupina održan je krajem 2013. godine. Utakmice prvenstva igrale su se u dvanaest stadiona u isto toliko gradova.
Svih osam bivših svjetskih prvaka – Argentina, Brazil, Engleska, Francuska, Njemačka, Italija, Španjolska i Urugvaj – kvalificiralo se za ovo izdanje prvenstva. Branitelji naslova Španjolska su, zajedno s Engleskom i Italijom, ispali već u natjecanju po skupinama. Urugvaj je elimiran u osmini finala, a Francuska u četvrfinalu. Brazil, koji je osvojio Konfederacijski kup 2013., poražen je u polufinalu i završio je prvenstvo na četvrtom mjestu. U finalu, Njemačka je rezultatom od 1:0 slavila nad Argentinom i tako osvojila četvrti naslov svjetskog prvaka, prvi nakon 1990. godine i prvi kao ujedinjena nacija. Njemačka je postala prva europska zemlja koja je osvojila Svjetsko prvenstvo održano u Americi, i po prvi se put dogodilo da tri naslova zaredom osvajaju reprezentacije s istog kontinenta (nakon Italije 2006. i Španjolske 2010.).
Nijemci su kao pobjednici izborili sudjelovanje u FIFA Konfederacijskom kupu 2017. u Rusiji.

## Izbor za domaćina
FIFA je 7. ožujka 2003. najavila da će se prvenstvo odigrati u Južnoj Americi prvi put nakon Argentine 1978., zbog politike rotiranja konfederacija za domaćina svakog Svjetskog prvenstva. Dana 3. lipnja 2003., CONMEBOL (južnoamerička nogometna konfederacija) je najavio da Argentina, Brazil i Kolumbija imaju želju za održavanjem Svjetsko prvenstvo 2014. u svojoj državi. Do 17. ožujka 2004., savezi CONMEBOL-a su jednoglasno odlučila da Brazil bude jedini kandidat za domaćinstvo.
Brazil je svoju kandidaturu službeno obznanio u prosincu 2006., dok je Kolumbija učinila isto nekoliko dana nakon toga. Argentina svoju kandidaturu na kraju nije ostvarila. Dana 11. travnja 2007., Kolumbija je službeno odustala od kandidature; potpredsjednik države Francisco Santos Calderón je izjavio da će Kolumbija umjesto SP-a 2014. održati Svjetsko prvenstvo u nogometu do 20 godina 2011. godine. S takvim ishodom, Brazil je ostao jedini službeni kandidat za domaćina prvenstva. Brazil je 30. listopada 2007. službeno dobio prava za održavanje Svjetskog prvenstva kao jedina država kandidat.

## Kvalifikacije
Ždrijeb kvalifikacija za SP 2014. održan je 30. srpnja 2011. u Marini da Glóriji u Rio de Janeiru. Kao domaćin, Brazil se automatski kvalificirao za završnicu prvenstva.

### Kvalificirane momčadi
| Momčad           | Kvalificirana kao                          | Nadnevak kvalifikacije | Dosad. nastupi | Nastup u nizu | Zadnji nastup | Najbolji uspjeh                               |
| ---------------- | ------------------------------------------ | ---------------------- | -------------- | ------------- | ------------- | --------------------------------------------- |
| Brazil           | domaćin                                    | 30. listopada 2007.    | 20             | 20.           | 2010.         | pobjednik (1958., 1962., 1970., 1994., 2002.) |
| Japan            | Azija, skupina B, osvajač                  | 4. lipnja 2013.        | 5              | 5.            | 2010.         | osmina završnice (2002., 2010.)               |
| Australija       | Azija, skupina B, drugo mjesto             | 18. lipnja 2013.       | 4              | 3.            | 2010.         | osmina završnice (2006.)                      |
| Iran             | Azija, skupina A, osvajač                  | 18. lipnja 2013.       | 4              | 1.            | 2006.         | prvi krug (1978., 1998., 2006.)               |
| Južna Koreja     | Azija, skupina A, drugo mjesto             | 18. lipnja 2013.       | 9              | 8.            | 2010.         | četvrtoplasirani (2002.)                      |
| Nizozemska       | Europa, skupina D, osvajač                 | 10. rujna 2013.        | 10             | 3.            | 2010.         | drugoplasirani (1974., 1978., 2010.)          |
| Italija          | Europa, skupina B, osvajač                 | 10. rujna 2013.        | 18             | 14.           | 2010.         | pobjednik (1934., 1938., 1982., 2006.)        |
| Kostarika        | Sj. Amerika, drugo mjesto                  | 10. rujna 2013.        | 4              | 1.            | 2006.         | osmina završnice (1990.)                      |
| SAD              | Sj. Amerika, osvajač                       | 10. rujna 2013.        | 10             | 7.            | 2010.         | trećeplasirani (1930.)                        |
| Argentina        | J. Amerika, osvajač                        | 10. rujna 2013.        | 16             | 11.           | 2010.         | pobjednik (1978., 1986.)                      |
| Belgija          | Europa, skupina A, osvajač                 | 11. listopada 2013.    | 12             | 1.            | 2002.         | četvrtoplasirani (1986.)                      |
| Švicarska        | Europa, skupina E, osvajač                 | 11. listopada 2013.    | 10             | 3.            | 2010.         | četvrtfinale (1934., 1938., 1954.)            |
| Njemačka         | Europa, skupina C, osvajač                 | 11. listopada 2013.    | 18             | 16.           | 2010.         | pobjednik (1954., 1974., 1990.)               |
| Kolumbija        | J. Amerika, drugo mjesto                   | 11. listopada 2013.    | 5              | 1.            | 1998.         | osmina završnice (1990.)                      |
| Rusija           | Europa, skupina F, osvajač                 | 15. listopada 2013.    | 10             | 1.            | 2002.         | četvrtoplasirani (1966.)                      |
| BiH              | Europa, skupina G, osvajač                 | 15. listopada 2013.    | 0              | 1.            | –             | –                                             |
| Engleska         | Europa, skupina H, osvajač                 | 15. listopada 2013.    | 14             | 5.            | 2010.         | pobjednik (1966.)                             |
| Španjolska       | Europa, skupina I, osvajač                 | 15. listopada 2013.    | 14             | 10.           | 2010.         | pobjednik (2010.)                             |
| Čile             | J. Amerika, treće mjesto                   | 15. listopada 2013.    | 9              | 2.            | 2010.         | trećeplasirani (1962.)                        |
| Ekvador          | J. Amerika, četvrto mjesto                 | 15. listopada 2013.    | 3              | 1.            | 2006.         | osmina završnice (2006.)                      |
| Honduras         | Sj. Amerika, treće mjesto                  | 15. listopada 2013.    | 3              | 2.            | 2010.         | prvi krug (1982., 2010.)                      |
| Nigerija         | Afrika, treći krug, osvajač                | 16. studenog 2013.     | 5              | 2.            | 2010.         | osmina završnice (1994., 1998.)               |
| Obala Bjelokosti | Afrika, treći krug, osvajač                | 16. studenog 2013.     | 3              | 3.            | 2010.         | prvi krug (2006., 2010.)                      |
| Kamerun          | Afrika, treći krug, osvajač                | 17. studenog 2013.     | 7              | 2.            | 2010.         | četvrtfinale (1990.)                          |
| Gana             | Afrika, treći krug, osvajač                | 19. studenog 2013.     | 3              | 3.            | 2010.         | četvrtfinale (2010.)                          |
| Alžir            | Afrika, treći krug, osvajač                | 19. studenog 2013.     | 4              | 2.            | 2010.         | prvi krug (1982., 1986., 2010.)               |
| Grčka            | Europa, doigravanje, osvajač               | 19. studenog 2013.     | 3              | 2.            | 2010.         | prvi krug (1994., 2010.)                      |
| Hrvatska         | Europa, doigravanje, osvajač               | 19. studenog 2013.     | 4              | 1.            | 2006.         | trećeplasirani (1998.)                        |
| Portugal         | Europa, doigravanje, osvajač               | 19. studenog 2013.     | 6              | 4.            | 2010.         | trećeplasirani (1966.)                        |
| Francuska        | Europa, doigravanje, osvajač               | 19. studenog 2013.     | 14             | 5.            | 2010.         | pobjednik (1998.)                             |
| Urugvaj          | J. Amerika/Azija, doigravanje, osvajač     | 20. studenog 2013.     | 12             | 2.            | 2010.         | pobjednik (1930., 1950.)                      |
| Meksiko          | Sj. Amerika/Oceanija, doigravanje, osvajač | 20. studenog 2013.     | 15             | 6.            | 2010.         | četvrtfinale (1970., 1986.)                   |

## Gradovi domaćini
FIFA je 31. svibnja 2009. objavila popis 12 gradova u kojima će se održati prvenstvo. Odbijeni su Belém, Campo Grande, Florianópolis, Goiânia i Rio Branco. Šest se stadiona sagradilo posebno za Svjetsko prvenstvo, s tim da je Estádio Nacional u Brasiliji potpuno srušen da bi se mogao ponovo sagraditi.
| Rio de Janeiro                                        | Brasília                                              | São Paulo                                               | Fortaleza                                             |
| ----------------------------------------------------- | ----------------------------------------------------- | ------------------------------------------------------- | ----------------------------------------------------- |
| Maracanã                                              | Estádio Mané Garrincha                                | Arena Corinthians                                       | Estádio Castelão                                      |
| 22°54′43.8″S 43°13′48.59″W / 22.912167°S 43.2301639°W | 15°47′0.6″S 47°53′56.99″W / 15.783500°S 47.8991639°W  | 23°32′43.91″S 46°28′24.14″W / 23.5455306°S 46.4733722°W | 3°48′26.16″S 38°31′20.93″W / 3.8072667°S 38.5224806°W |
| Kapacitet: 78.448                                     | Kapacitet: 72.741                                     | Kapacitet: 67.349                                       | Kapacitet: 63.819                                     |
|                                                       |                                                       |                                                         |                                                       |
| Belo Horizonte                                        |                                                       |                                                         | Porto Alegre                                          |
| Estádio Mineirão                                      | Estádio Beira-Rio                                     |                                                         |                                                       |
| 19°51′57″S 43°58′15″W / 19.86583°S 43.97083°W         | 30°3′56.21″S 51°14′9.91″W / 30.0656139°S 51.2360861°W |                                                         |                                                       |
| Kapacitet: 62.329                                     | Kapacitet: 47.100                                     |                                                         |                                                       |
|                                                       |                                                       |                                                         |                                                       |
| Salvador                                              | Recife                                                |                                                         |                                                       |
| Arena Fonte Nova                                      | Arena Pernambuco                                      |                                                         |                                                       |
| 12°58′43″S 38°30′15″W / 12.97861°S 38.50417°W         | 8°2′24″S 35°0′29″W / 8.04000°S 35.00806°W             |                                                         |                                                       |
| Kapacitet: 54.610                                     | Kapacitet: 45.425                                     |                                                         |                                                       |
|                                                       |                                                       |                                                         |                                                       |
| Cuiabá                                                | Manaus                                                | Natal                                                   | Curitiba                                              |
| Arena Pantanal                                        | Arena Amazônia                                        | Arena das Dunas                                         | Arena da Baixada                                      |
| 15°36′11″S 56°7′14″W / 15.60306°S 56.12056°W          | 3°4′59″S 60°1′41″W / 3.08306°S 60.02806°W             | 5°49′44.18″S 35°12′49.91″W / 5.8289389°S 35.2138639°W   | 25°26′54″S 49°16′37″W / 25.44833°S 49.27694°W         |
| Kapacitet: 44.335                                     | Kapacitet: 44.351                                     | Kapacitet: 44.070                                       | Kapacitet: 42.247                                     |
|                                                       |                                                       |                                                         |                                                       |

## Ždrijeb
Ždrijeb za skupine SP-a 2014. godine održan je 6. prosinca 2013. u Mata de São Joãou, Bahia, a kvalificirane momčadi su ždrijebane na temelju rasporeda po sljedećim jakonosnim skupinama:
| Skupina 1                                                                | Skupina 2                                                 | Skupina 3                                                         | Skupina 4                                                                                    |
| ------------------------------------------------------------------------ | --------------------------------------------------------- | ----------------------------------------------------------------- | -------------------------------------------------------------------------------------------- |
| Brazil Argentina Kolumbija Urugvaj Belgija Njemačka Španjolska Švicarska | Alžir Kamerun Obala Bjelokosti Gana Nigerija Čile Ekvador | Australija Japan Iran Južna Koreja Kostarika Honduras Meksiko SAD | BiH Hrvatska Nizozemska Francuska Grčka Italija (ždrijebom u sk. 2) Engleska Portugal Rusija |

## Natjecanje po skupinama
Objašnjenje kratica kod tablica u skupinama:
- Momčad = naziv reprezentacije
- Uta. = broj odigranih utakmica u skupini
- Pob. = broj pobjeda
- Izj. = broj remija
- Por. = broj poraza
- Po. = broj postignutih pogodaka
- Pr. = broj primljenih pogodaka
- Gr. = gol-razlika
- Bod. = broj bodova

Objašnjenje boja u tablici skupina:
██ Momčad ispala iz daljnjeg natjecanja.
██ Momčad se plasirala za daljnji tijek natjecanja.

### Skupina A
| Momčad   | Uta. | Pob. | Izj. | Por. | Po. | Pr. | Gr. | Bod. |
| -------- | ---- | ---- | ---- | ---- | --- | --- | --- | ---- |
| Brazil   | 3    | 2    | 1    | 0    | 7   | 2   | 5   | 7    |
| Meksiko  | 3    | 2    | 1    | 0    | 4   | 1   | 3   | 7    |
| Hrvatska | 3    | 1    | 0    | 2    | 6   | 6   | 0   | 3    |
| Kamerun  | 3    | 0    | 0    | 3    | 1   | 9   | -8  | 0    |

| 12. lipnja 2014. 22:00           |          |                  |                                                                              |
| Brazil                           | 3:1      | Hrvatska         | Arena Corinthians, São Paulo Broj gledatelja: 62.103 Sudac: Yuichi Nishimura |
| Neymar 29', 71' (11 m) Oscar 90' | Izvješće | Marcelo 11' (ag) | Arena Corinthians, São Paulo Broj gledatelja: 62.103 Sudac: Yuichi Nishimura |

| 13. lipnja 2014. 18:00 |          |         |                                                                     |
| Meksiko                | 1:0      | Kamerun | Arena das Dunas, Natal Broj gledatelja: 39.216 Sudac: Wilmar Roldán |
| Peralta 61'            | Izvješće |         | Arena das Dunas, Natal Broj gledatelja: 39.216 Sudac: Wilmar Roldán |

| 17. lipnja 2014. 21:00 |          |         |                                                                         |
| Brazil                 | 0:0      | Meksiko | Estádio Castelão, Fortaleza Broj gledatelja: 60.342 Sudac: Cüneyt Çakır |
|                        | Izvješće |         | Estádio Castelão, Fortaleza Broj gledatelja: 60.342 Sudac: Cüneyt Çakır |

| 18. lipnja 2014. 00:00 |          |                                         |                                                                     |
| Kamerun                | 0:4      | Hrvatska                                | Arena Amazônia, Manaus Broj gledatelja: 39.982 Sudac: Pedro Proença |
|                        | Izvješće | Olić 11' Perišić 48' Mandžukić 61', 73' | Arena Amazônia, Manaus Broj gledatelja: 39.982 Sudac: Pedro Proença |

| 23. lipnja 2014. 22:00 |          |                                          |                                                                                |
| Kamerun                | 1:4      | Brazil                                   | Estádio Mané Garrincha, Brasília Broj gledatelja: 69.112 Sudac: Jonas Eriksson |
| Matip 26'              | Izvješće | Neymar 17', 35' Fred 49' Fernandinho 84' | Estádio Mané Garrincha, Brasília Broj gledatelja: 69.112 Sudac: Jonas Eriksson |

| 23. lipnja 2014. 22:00 |          |                                        |                                                                         |
| Hrvatska               | 1:3      | Meksiko                                | Arena Pernambuco, Recife Broj gledatelja: 41.212 Sudac: Ravshan Irmatov |
| Perišić 87'            | Izvješće | Márquez 72' Guardado 75' Hernández 82' | Arena Pernambuco, Recife Broj gledatelja: 41.212 Sudac: Ravshan Irmatov |

### Skupina B
| Momčad     | Uta. | Pob. | Izj. | Por. | Po. | Pr. | Gr. | Bod. |
| ---------- | ---- | ---- | ---- | ---- | --- | --- | --- | ---- |
| Nizozemska | 3    | 3    | 0    | 0    | 10  | 3   | 7   | 9    |
| Čile       | 3    | 2    | 0    | 1    | 5   | 3   | 2   | 6    |
| Španjolska | 3    | 1    | 0    | 2    | 4   | 7   | -3  | 3    |
| Australija | 3    | 0    | 0    | 3    | 3   | 9   | -6  | 0    |

| 13. lipnja 2014. 21:00 |          |                                                 |                                                                          |
| Španjolska             | 1:5      | Nizozemska                                      | Arena Fonte Nova, Salvador Broj gledatelja: 48.173 Sudac: Nicola Rizzoli |
| Alonso 27' (11 m)      | Izvješće | van Persie 44', 72' Robben 53', 80' de Vrij 64' | Arena Fonte Nova, Salvador Broj gledatelja: 48.173 Sudac: Nicola Rizzoli |

| 13. lipnja 2014. 00:00                    |          |            |                                                                       |
| Čile                                      | 3:1      | Australija | Arena Pantanal, Cuiabá Broj gledatelja: 40.275 Sudac: Noumandiez Doue |
| Sánchez 12' Valdivia 14' Beausejour 90+2' | Izvješće | Cahill 35' | Arena Pantanal, Cuiabá Broj gledatelja: 40.275 Sudac: Noumandiez Doue |

| 18. lipnja 2014. 21:00 |          |                         |                                                                     |
| Španjolska             | 0:2      | Čile                    | Maracanã, Rio de Janeiro Broj gledatelja: 74.101 Sudac: Mark Geiger |
|                        | Izvješće | Vargas 20' Aranguiz 43' | Maracanã, Rio de Janeiro Broj gledatelja: 74.101 Sudac: Mark Geiger |

| 18. lipnja 2014. 18:00        |          |                                     |                                                                                |
| Australija                    | 2:3      | Nizozemska                          | Estádio Beira-Rio, Porto Alegre Broj gledatelja: 42.877 Sudac: Djamel Haimoudi |
| Cahill 21' Jedinak 54' (11 m) | Izvješće | Robben 20' van Persie 58' Depay 68' | Estádio Beira-Rio, Porto Alegre Broj gledatelja: 42.877 Sudac: Djamel Haimoudi |

| 23. lipnja 2014. 18:00 |          |                               |                                                                           |
| Australija             | 0:3      | Španjolska                    | Arena da Baixada, Curitiba Broj gledatelja: 39.375 Sudac: Nawaf Shukralla |
|                        | Izvješće | Villa 36' Torres 69' Mata 82' | Arena da Baixada, Curitiba Broj gledatelja: 39.375 Sudac: Nawaf Shukralla |

| 23. lipnja 2014. 18:00 |          |      |                                                                            |
| Nizozemska             | 2:0      | Čile | Arena Corinthians, São Paulo Broj gledatelja: 62.996 Sudac: Bakary Gassama |
| Fer 77' Depay 90+2'    | Izvješće |      | Arena Corinthians, São Paulo Broj gledatelja: 62.996 Sudac: Bakary Gassama |

### Skupina C
| Momčad           | Uta. | Pob. | Izj. | Por. | Po. | Pr. | Gr. | Bod. |
| ---------------- | ---- | ---- | ---- | ---- | --- | --- | --- | ---- |
| Kolumbija        | 3    | 3    | 0    | 0    | 9   | 2   | 7   | 9    |
| Grčka            | 3    | 1    | 1    | 1    | 2   | 4   | -2  | 4    |
| Obala Bjelokosti | 3    | 1    | 0    | 2    | 4   | 5   | -1  | 3    |
| Japan            | 3    | 0    | 1    | 2    | 2   | 6   | -4  | 1    |

| 14. lipnja 2014. 18:00                |          |       |                                                                             |
| Kolumbija                             | 3:0      | Grčka | Estádio Mineirão, Belo Horizonte Broj gledatelja: 57.174 Sudac: Mark Geiger |
| Armero 5' Gutierrez 58' Rodríguez 90' | Izvješće |       | Estádio Mineirão, Belo Horizonte Broj gledatelja: 57.174 Sudac: Mark Geiger |

| 14. lipnja 2014. 03:00 |          |           |                                                                       |
| Obala Bjelokosti       | 2:1      | Japan     | Arena Pernambuco, Recife Broj gledatelja: 40.267 Sudac: Enrique Osses |
| Bony 64' Gervinho 66'  | Izvješće | Honda 16' | Arena Pernambuco, Recife Broj gledatelja: 40.267 Sudac: Enrique Osses |

| 19. lipnja 2014. 18:00     |          |                  |                                                                             |
| Kolumbija                  | 2:1      | Obala Bjelokosti | Estádio Mané Garrincha, Brasília Broj gledatelja: 68.748 Sudac: Howard Webb |
| Rodríguez 64' Quintero 70' | Izvješće | Gervinho 73'     | Estádio Mané Garrincha, Brasília Broj gledatelja: 68.748 Sudac: Howard Webb |

| 19. lipnja 2014. 00:00 |          |       |                                                                    |
| Japan                  | 0:0      | Grčka | Arena das Dunas, Natal Broj gledatelja: 39.485 Sudac: Joel Aguilar |
|                        | Izvješće |       | Arena das Dunas, Natal Broj gledatelja: 39.485 Sudac: Joel Aguilar |

| 24. lipnja 2014. 22:00 |          |                                                     |                                                                     |
| Japan                  | 1:4      | Kolumbija                                           | Arena Pantanal, Cuiabá Broj gledatelja: 40.340 Sudac: Pedro Proença |
| Okazaki 45+1'          | Izvješće | Cuadrado 17' (11 m) Martínez 55', 82' Rodríguez 90' | Arena Pantanal, Cuiabá Broj gledatelja: 40.340 Sudac: Pedro Proença |

| 24. lipnja 2014. 22:00           |          |                  |                                                                        |
| Grčka                            | 2:1      | Obala Bjelokosti | Estádio Castelão, Fortaleza Broj gledatelja: 59.095 Sudac: Carlos Vera |
| Samaris 42' Samaras 90+3' (11 m) | Izvješće | Bony 74'         | Estádio Castelão, Fortaleza Broj gledatelja: 59.095 Sudac: Carlos Vera |

### Skupina D
| Momčad    | Uta. | Pob. | Izj. | Por. | Po. | Pr. | Gr. | Bod. |
| --------- | ---- | ---- | ---- | ---- | --- | --- | --- | ---- |
| Kostarika | 3    | 2    | 1    | 0    | 4   | 1   | 3   | 7    |
| Urugvaj   | 3    | 2    | 0    | 1    | 4   | 4   | 0   | 6    |
| Italija   | 3    | 1    | 0    | 2    | 2   | 3   | -1  | 3    |
| Engleska  | 3    | 0    | 1    | 2    | 2   | 4   | -2  | 1    |

| 14. lipnja 2014. 21:00 |          |                                   |                                                                        |
| Urugvaj                | 1:3      | Kostarika                         | Estádio Castelão, Fortaleza Broj gledatelja: 58.679 Sudac: Felix Brych |
| Cavani 24' (11 m)      | Izvješće | Campbell 54' Duarte 57' Ureña 84' | Estádio Castelão, Fortaleza Broj gledatelja: 58.679 Sudac: Felix Brych |

| 14. lipnja 2014. 00:00 |          |                             |                                                                     |
| Engleska               | 1:2      | Italija                     | Arena Amazônia, Manaus Broj gledatelja: 39.800 Sudac: Björn Kuipers |
| Sturridge 37'          | Izvješće | Marchisio 35' Balotelli 50' | Arena Amazônia, Manaus Broj gledatelja: 39.800 Sudac: Björn Kuipers |

| 19. lipnja 2014. 21:00 |          |            |                                                                                     |
| Urugvaj                | 2:1      | Engleska   | Arena Corinthians, São Paulo Broj gledatelja: 62.575 Sudac: Carlos Velasco Carballo |
| Suarez 39', 85'        | Izvješće | Rooney 75' | Arena Corinthians, São Paulo Broj gledatelja: 62.575 Sudac: Carlos Velasco Carballo |

| 20. lipnja 2014. 18:00 |          |           |                                                                       |
| Italija                | 0:1      | Kostarika | Arena Pernambuco, Recife Broj gledatelja: 40.285 Sudac: Enrique Osses |
|                        | Izvješće | Ruiz 44'  | Arena Pernambuco, Recife Broj gledatelja: 40.285 Sudac: Enrique Osses |

| 24. lipnja 2014. 18:00 |          |           |                                                                       |
| Italija                | 0:1      | Urugvaj   | Arena das Dunas, Natal Broj gledatelja: 39.706 Sudac: Marco Rodríguez |
|                        | Izvješće | Godin 81' | Arena das Dunas, Natal Broj gledatelja: 39.706 Sudac: Marco Rodríguez |

| 24. lipnja 2014. 18:00 |          |          |                                                                                 |
| Kostarika              | 0:0      | Engleska | Estádio Mineirão, Belo Horizonte Broj gledatelja: 57.823 Sudac: Djamel Haimoudi |
|                        | Izvješće |          | Estádio Mineirão, Belo Horizonte Broj gledatelja: 57.823 Sudac: Djamel Haimoudi |

### Skupina E
| Momčad    | Uta. | Pob. | Izj. | Por. | Po. | Pr. | Gr. | Bod. |
| --------- | ---- | ---- | ---- | ---- | --- | --- | --- | ---- |
| Francuska | 3    | 2    | 1    | 0    | 8   | 2   | 6   | 7    |
| Švicarska | 3    | 2    | 0    | 1    | 7   | 6   | 1   | 6    |
| Ekvador   | 3    | 1    | 1    | 1    | 3   | 3   | 0   | 4    |
| Honduras  | 3    | 0    | 0    | 3    | 1   | 8   | -7  | 0    |

| 15. lipnja 2014. 18:00      |          |                 |                                                                                 |
| Švicarska                   | 2:1      | Ekvador         | Estádio Mané Garrincha, Brasília Broj gledatelja: 68.351 Sudac: Ravshan Irmatov |
| Mehmedi 48' Seferović 90+3' | Izvješće | E. Valencia 22' | Estádio Mané Garrincha, Brasília Broj gledatelja: 68.351 Sudac: Ravshan Irmatov |

| 15. lipnja 2014. 21:00                      |          |          |                                                                             |
| Francuska                                   | 3:0      | Honduras | Estádio Beira-Rio, Porto Alegre Broj gledatelja: 43.012 Sudac: Sandro Ricci |
| Benzema 45' (11 m), 72' Valladares 48' (ag) | Izvješće |          | Estádio Beira-Rio, Porto Alegre Broj gledatelja: 43.012 Sudac: Sandro Ricci |

| 20. lipnja 2014. 21:00 |          |                                                             |                                                                         |
| Švicarska              | 2:5      | Francuska                                                   | Arena Fonte Nova, Salvador Broj gledatelja: 51.003 Sudac: Björn Kuipers |
| Dzemaili 81' Xhaka 87' | Izvješće | Giroud 17' Matuidi 18' Valbuena 40' Benzema 67' Sissoko 73' | Arena Fonte Nova, Salvador Broj gledatelja: 51.003 Sudac: Björn Kuipers |

| 20. lipnja 2014. 00:00 |          |                      |                                                                        |
| Honduras               | 1:2      | Ekvador              | Arena da Baixada, Curitiba Broj gledatelja: 39.224 Sudac: Ben Williams |
| Costly 31'             | Izvješće | E. Valencia 34', 65' | Arena da Baixada, Curitiba Broj gledatelja: 39.224 Sudac: Ben Williams |

| 25. lipnja 2014. 22:00 |          |                      |                                                                     |
| Honduras               | 0:3      | Švicarska            | Arena Amazônia, Manaus Broj gledatelja: 40.322 Sudac: Néstor Pitana |
|                        | Izvješće | Shaqiri 6', 31', 71' | Arena Amazônia, Manaus Broj gledatelja: 40.322 Sudac: Néstor Pitana |

| 25. lipnja 2014. 22:00 |          |           |                                                                         |
| Ekvador                | 0:0      | Francuska | Maracanã, Rio de Janeiro Broj gledatelja: 73.749 Sudac: Noumandiez Doué |
|                        | Izvješće |           | Maracanã, Rio de Janeiro Broj gledatelja: 73.749 Sudac: Noumandiez Doué |

### Skupina F
| Momčad    | Uta. | Pob. | Izj. | Por. | Po. | Pr. | Gr. | Bod. |
| --------- | ---- | ---- | ---- | ---- | --- | --- | --- | ---- |
| Argentina | 3    | 3    | 0    | 0    | 6   | 3   | 3   | 9    |
| Nigerija  | 3    | 1    | 1    | 1    | 3   | 3   | 0   | 4    |
| BiH       | 3    | 1    | 0    | 2    | 4   | 4   | 0   | 3    |
| Iran      | 3    | 0    | 1    | 2    | 1   | 4   | -3  | 1    |

| 15. lipnja 2014. 00:00      |          |              |                                                                      |
| Argentina                   | 2:1      | BiH          | Maracanã, Rio de Janeiro Broj gledatelja: 74.738 Sudac: Joel Aguilar |
| Kolašinac 3' (ag) Messi 65' | Izvješće | Ibišević 85' | Maracanã, Rio de Janeiro Broj gledatelja: 74.738 Sudac: Joel Aguilar |

| 16. lipnja 2014. 21:00 |          |          |                                                                          |
| Iran                   | 0:0      | Nigerija | Arena da Baixada, Curitiba Broj gledatelja: 39.081 Sudac: Jonas Eriksson |
|                        | Izvješće |          | Arena da Baixada, Curitiba Broj gledatelja: 39.081 Sudac: Jonas Eriksson |

| 21. lipnja 2014. 18:00 |          |      |                                                                               |
| Argentina              | 1:0      | Iran | Estádio Mineirão, Belo Horizonte Broj gledatelja: 57.698 Sudac: Milorad Mažić |
| Messi 90+1'            | Izvješće |      | Estádio Mineirão, Belo Horizonte Broj gledatelja: 57.698 Sudac: Milorad Mažić |

| 21. lipnja 2014. 00:00 |          |     |                                                                     |
| Nigerija               | 1:0      | BiH | Arena Pantanal, Cuiabá Broj gledatelja: 40.499 Sudac: Peter O'Leary |
| Odemwingie 29'         | Izvješće |     | Arena Pantanal, Cuiabá Broj gledatelja: 40.499 Sudac: Peter O'Leary |

| 25. lipnja 2014. 18:00 |          |                          |                                                                               |
| Nigerija               | 2:3      | Argentina                | Estádio Beira-Rio, Porto Alegre Broj gledatelja: 43.285 Sudac: Nicola Rizzoli |
| Musa 4', 47'           | Izvješće | Messi 3', 45+1' Rojo 50' | Estádio Beira-Rio, Porto Alegre Broj gledatelja: 43.285 Sudac: Nicola Rizzoli |

| 25. lipnja 2014. 18:00             |          |                    |                                                                                   |
| Bosna i Hercegovina                | 3:1      | Iran               | Arena Fonte Nova, Salvador Broj gledatelja: 48.011 Sudac: Carlos Velasco Carballo |
| Džeko 23' Pjanić 59' Vršajević 83' | Izvješće | Ghoochannejhad 82' | Arena Fonte Nova, Salvador Broj gledatelja: 48.011 Sudac: Carlos Velasco Carballo |

### Skupina G
| Momčad   | Uta. | Pob. | Izj. | Por. | Po. | Pr. | Gr. | Bod. |
| -------- | ---- | ---- | ---- | ---- | --- | --- | --- | ---- |
| Njemačka | 3    | 2    | 1    | 0    | 7   | 2   | 5   | 7    |
| SAD      | 3    | 1    | 1    | 1    | 4   | 4   | 0   | 4    |
| Portugal | 3    | 1    | 1    | 1    | 4   | 7   | -3  | 4    |
| Gana     | 3    | 0    | 1    | 2    | 4   | 6   | -2  | 1    |

| 16. lipnja 2014. 18:00                    |          |          |                                                                         |
| Njemačka                                  | 4:0      | Portugal | Arena Fonte Nova, Salvador Broj gledatelja: 51.081 Sudac: Milorad Mažić |
| Müller 12' (11 m), 45+1', 78' Hummels 32' | Izvješće |          | Arena Fonte Nova, Salvador Broj gledatelja: 51.081 Sudac: Milorad Mažić |

| 16. lipnja 2014. 00:00 |          |                       |                                                                     |
| Gana                   | 1:2      | SAD                   | Arena das Dunas, Natal Broj gledatelja: 39.760 Sudac: Néstor Pitana |
| Ayew 82'               | Izvješće | Dempsey 1' Brooks 86' | Arena das Dunas, Natal Broj gledatelja: 39.760 Sudac: Néstor Pitana |

| 21. lipnja 2014. 21:00 |          |                   |                                                                         |
| Njemačka               | 2:2      | Gana              | Estádio Castelão, Fortaleza Broj gledatelja: 59.621 Sudac: Sandro Ricci |
| Götze 51' Klose 71'    | Izvješće | Ayew 54' Gyan 63' | Estádio Castelão, Fortaleza Broj gledatelja: 59.621 Sudac: Sandro Ricci |

| 22. lipnja 2014. 00:00 |          |                      |                                                                     |
| SAD                    | 2:2      | Portugal             | Arena Amazônia, Manaus Broj gledatelja: 40.123 Sudac: Néstor Pitana |
| Jones 64' Dempsey 81'  | Izvješće | Nani 5' Varela 90+5' | Arena Amazônia, Manaus Broj gledatelja: 40.123 Sudac: Néstor Pitana |

| 26. lipnja 2014. 18:00 |          |            |                                                                         |
| SAD                    | 0:1      | Njemačka   | Arena Pernambuco, Recife Broj gledatelja: 41.876 Sudac: Ravshan Irmatov |
|                        | Izvješće | Müller 55' | Arena Pernambuco, Recife Broj gledatelja: 41.876 Sudac: Ravshan Irmatov |

| 26. lipnja 2014. 18:00    |          |          |                                                                                 |
| Portugal                  | 2:1      | Gana     | Estádio Mané Garrincha, Brasília Broj gledatelja: 67.540 Sudac: Nawaf Shukralla |
| Boye 31' (ag) Ronaldo 80' | Izvješće | Gyan 57' | Estádio Mané Garrincha, Brasília Broj gledatelja: 67.540 Sudac: Nawaf Shukralla |

### Skupina H
| Momčad       | Uta. | Pob. | Izj. | Por. | Po. | Pr. | Gr. | Bod. |
| ------------ | ---- | ---- | ---- | ---- | --- | --- | --- | ---- |
| Belgija      | 3    | 3    | 0    | 0    | 4   | 1   | 3   | 9    |
| Alžir        | 3    | 1    | 1    | 1    | 6   | 4   | 2   | 4    |
| Rusija       | 3    | 0    | 2    | 1    | 2   | 3   | -1  | 2    |
| Južna Koreja | 3    | 0    | 1    | 2    | 3   | 6   | -3  | 1    |

| 17. lipnja 2014. 18:00   |          |                     |                                                                                 |
| Belgija                  | 2:1      | Alžir               | Estádio Mineirão, Belo Horizonte Broj gledatelja: 56.800 Sudac: Marco Rodríguez |
| Fellaini 70' Mertens 80' | Izvješće | Feghouli 25' (11 m) | Estádio Mineirão, Belo Horizonte Broj gledatelja: 56.800 Sudac: Marco Rodríguez |

| 17. lipnja 2014. 00:00 |          |              |                                                                    |
| Rusija                 | 1:1      | Južna Koreja | Arena Pantanal, Cuiabá Broj gledatelja: 37.603 Sudac: Ben Williams |
| Kerzhakov 74'          | Izvješće | K H Lee 68'  | Arena Pantanal, Cuiabá Broj gledatelja: 37.603 Sudac: Ben Williams |

| 22. lipnja 2014. 18:00 |          |        |                                                                     |
| Belgija                | 1:0      | Rusija | Maracanã, Rio de Janeiro Broj gledatelja: 73.819 Sudac: Felix Brych |
| Origi 88'              | Izvješće |        | Maracanã, Rio de Janeiro Broj gledatelja: 73.819 Sudac: Felix Brych |

| 22. lipnja 2014. 21:00  |          |                                                 |                                                                              |
| Južna Koreja            | 2:4      | Alžir                                           | Estádio Beira-Rio, Porto Alegre Broj gledatelja: 42.732 Sudac: Wilmar Roldán |
| H M Son 50' J C Koo 72' | Izvješće | Slimani 26' Halliche 28' Djabou 38' Brahimi 62' | Estádio Beira-Rio, Porto Alegre Broj gledatelja: 42.732 Sudac: Wilmar Roldán |

| 26. lipnja 2014. 22:00 |          |                |                                                                          |
| Južna Koreja           | 0:1      | Belgija        | Arena Corinthians, São Paulo Broj gledatelja: 61.397 Sudac: Ben Williams |
|                        | Izvješće | Vertonghen 78' | Arena Corinthians, São Paulo Broj gledatelja: 61.397 Sudac: Ben Williams |

| 26. lipnja 2014. 22:00 |          |            |                                                                        |
| Alžir                  | 1:1      | Rusija     | Arena da Baixada, Curitiba Broj gledatelja: 39.311 Sudac: Cüneyt Çakır |
| Slimani 60'            | Izvješće | Kokorin 6' | Arena da Baixada, Curitiba Broj gledatelja: 39.311 Sudac: Cüneyt Çakır |

## Drugi dio prvenstva
|  | Osmina finala               | Osmina finala              |                             |       | Četvrtfinale | Četvrtfinale |                       |                       | Polufinale | Polufinale |  |  | Finale | Finale |
|  |                             |                            |                             |       |              |              |                       |                       |            |            |  |  |        |        |
|  | 28. lipnja – Belo Horizonte |                            |                             |       |              |              |                       |                       |            |            |  |  |        |        |
|  |                             |                            |                             |       |              |              |                       |                       |            |            |  |  |        |        |
|  | Brazil (11 m)               | 1 (3)                      |                             |       |              |              |                       |                       |            |            |  |  |        |        |
|  | Brazil (11 m)               | 1 (3)                      | 4. srpnja – Fortaleza       |       |              |              |                       |                       |            |            |  |  |        |        |
|  | Čile                        | 1 (2)                      |                             |       |              |              |                       |                       |            |            |  |  |        |        |
|  | Čile                        | 1 (2)                      | Brazil                      | 2     |              |              |                       |                       |            |            |  |  |        |        |
|  | 28. lipnja – Rio de Janeiro |                            | Brazil                      | 2     |              |              |                       |                       |            |            |  |  |        |        |
|  |                             | Kolumbija                  | 1                           |       |              |              |                       |                       |            |            |  |  |        |        |
|  | Kolumbija                   | Kolumbija                  | 1                           | 2     |              |              |                       |                       |            |            |  |  |        |        |
|  | Kolumbija                   |                            | 8. srpnja – Belo Horizonte  | 2     |              |              |                       |                       |            |            |  |  |        |        |
|  | Urugvaj                     | 0                          |                             |       |              |              |                       |                       |            |            |  |  |        |        |
|  | Urugvaj                     | 0                          | Brazil                      | 1     |              |              |                       |                       |            |            |  |  |        |        |
|  | 30. lipnja – Brasília       |                            | Brazil                      | 1     |              |              |                       |                       |            |            |  |  |        |        |
|  |                             | Njemačka                   | 7                           |       |              |              |                       |                       |            |            |  |  |        |        |
|  | Francuska                   | Njemačka                   | 7                           | 2     |              |              |                       |                       |            |            |  |  |        |        |
|  | Francuska                   | 4. srpnja – Rio de Janeiro |                             | 2     |              |              |                       |                       |            |            |  |  |        |        |
|  | Nigerija                    | 0                          |                             |       |              |              |                       |                       |            |            |  |  |        |        |
|  | Nigerija                    | 0                          | Francuska                   | 0     |              |              |                       |                       |            |            |  |  |        |        |
|  | 30. lipnja – Porto Alegre   |                            | Francuska                   | 0     |              |              |                       |                       |            |            |  |  |        |        |
|  |                             | Njemačka                   | 1                           |       |              |              |                       |                       |            |            |  |  |        |        |
|  | Njemačka (pr.)              | Njemačka                   | 1                           | 2     |              |              |                       |                       |            |            |  |  |        |        |
|  | Njemačka (pr.)              |                            | 13. srpnja – Rio de Janeiro | 2     |              |              |                       |                       |            |            |  |  |        |        |
|  | Alžir                       | 1                          |                             |       |              |              |                       |                       |            |            |  |  |        |        |
|  | Alžir                       | 1                          | Njemačka (pr.)              | 1     |              |              |                       |                       |            |            |  |  |        |        |
|  | 29. lipnja – Fortaleza      |                            | Njemačka (pr.)              | 1     |              |              |                       |                       |            |            |  |  |        |        |
|  |                             | Argentina                  | 0                           |       |              |              |                       |                       |            |            |  |  |        |        |
|  | Nizozemska                  | Argentina                  | 0                           | 2     |              |              |                       |                       |            |            |  |  |        |        |
|  | Nizozemska                  | 5. srpnja – Salvador       |                             | 2     |              |              |                       |                       |            |            |  |  |        |        |
|  | Meksiko                     | 1                          |                             |       |              |              |                       |                       |            |            |  |  |        |        |
|  | Meksiko                     | 1                          | Nizozemska (11 m)           | 0 (4) |              |              |                       |                       |            |            |  |  |        |        |
|  | 29. lipnja – Recife         |                            | Nizozemska (11 m)           | 0 (4) |              |              |                       |                       |            |            |  |  |        |        |
|  |                             | Kostarika                  | 0 (3)                       |       |              |              |                       |                       |            |            |  |  |        |        |
|  | Kostarika (11 m)            | Kostarika                  | 0 (3)                       | 1 (5) |              |              |                       |                       |            |            |  |  |        |        |
|  | Kostarika (11 m)            |                            | 9. srpnja – São Paulo       | 1 (5) |              |              |                       |                       |            |            |  |  |        |        |
|  | Grčka                       | 1 (3)                      |                             |       |              |              |                       |                       |            |            |  |  |        |        |
|  | Grčka                       | 1 (3)                      | Nizozemska                  | 0 (2) |              |              |                       |                       |            |            |  |  |        |        |
|  | 1. srpnja – São Paulo       |                            | Nizozemska                  | 0 (2) |              |              |                       |                       |            |            |  |  |        |        |
|  |                             | Argentina (11 m)           | 0 (4)                       |       | Za 3. mjesto | Za 3. mjesto |                       |                       |            |            |  |  |        |        |
|  | Argentina (pr.)             | Argentina (11 m)           | 0 (4)                       | 1     | Za 3. mjesto | Za 3. mjesto |                       |                       |            |            |  |  |        |        |
|  | Argentina (pr.)             | 5. srpnja – Brasília       | 5. srpnja – Brasília        | 1     |              |              | 12. srpnja – Brasília | 12. srpnja – Brasília |            |            |  |  |        |        |
|  | Švicarska                   | 5. srpnja – Brasília       | 5. srpnja – Brasília        | 0     |              |              | 12. srpnja – Brasília | 12. srpnja – Brasília |            |            |  |  |        |        |
|  | Švicarska                   | Argentina                  | 1                           | 0     | Brazil       | 0            |                       |                       |            |            |  |  |        |        |
|  | 1. srpnja – Salvador        | Argentina                  | 1                           |       | Brazil       | 0            |                       |                       |            |            |  |  |        |        |
|  |                             | Belgija                    | 0                           |       | Nizozemska   | 3            |                       |                       |            |            |  |  |        |        |
|  | Belgija (pr.)               | Belgija                    | 0                           | 2     | Nizozemska   | 3            |                       |                       |            |            |  |  |        |        |
|  | Belgija (pr.)               |                            |                             | 2     |              |              |                       |                       |            |            |  |  |        |        |
|  | SAD                         | 1                          |                             |       |              |              |                       |                       |            |            |  |  |        |        |
|  | SAD                         | 1                          |                             |       |              |              |                       |                       |            |            |  |  |        |        |

### Osmina finala
| 28. lipnja 2014. 18:00 |                  |             |                                                                             |
| Brazil                 | 1:1 (produžetci) | Čile        | Estádio Mineirão, Belo Horizonte Broj gledatelja: 57.714 Sudac: Howard Webb |
| Luiz 18'               | Izvješće         | Sánchez 32' | Estádio Mineirão, Belo Horizonte Broj gledatelja: 57.714 Sudac: Howard Webb |

|                                  |     | jedanaesterci                      |  |  |
| Luiz Willian Marcelo Hulk Neymar | 3:2 | Pinilla Sánchez Aránguiz Díaz Jara |  |  |
|                                  |     |                                    |  |  |

| 28. lipnja 2014. 22:00 |          |         |                                                                       |
| Kolumbija              | 2:0      | Urugvaj | Maracanã, Rio de Janeiro Broj gledatelja: 73.804 Sudac: Björn Kuipers |
| Rodríguez 28', 50'     | Izvješće |         | Maracanã, Rio de Janeiro Broj gledatelja: 73.804 Sudac: Björn Kuipers |

| 29. lipnja 2014. 18:00              |          |                |                                                                          |
| Nizozemska                          | 2:1      | Meksiko        | Estádio Castelão, Fortaleza Broj gledatelja: 58.817 Sudac: Pedro Proença |
| Sneijder 88' Huntelaar 90+4' (11 m) | Izvješće | dos Santos 48' | Estádio Castelão, Fortaleza Broj gledatelja: 58.817 Sudac: Pedro Proença |

| 29. lipnja 2014. 22:00 |                  |                        |                                                                      |
| Kostarika              | 1:1 (produžetci) | Grčka                  | Arena Pernambuco, Recife Broj gledatelja: 41.242 Sudac: Ben Williams |
| Ruiz 52'               | Izvješće         | Papastathopoulos 90+1' | Arena Pernambuco, Recife Broj gledatelja: 41.242 Sudac: Ben Williams |

|                                     |     | jedanaesterci                   |  |  |
| Borges Ruiz González Campbell Umaña | 5:3 | Mitroglou Lazaros Holebas Gekas |  |  |
|                                     |     |                                 |  |  |

| 30. lipnja 2014. 18:00    |          |          |                                                                             |
| Francuska                 | 2:0      | Nigerija | Estádio Mané Garrincha, Brasília Broj gledatelja: 67.882 Sudac: Mark Geiger |
| Pogba 79' Yobo 90+2' (ag) | Izvješće |          | Estádio Mané Garrincha, Brasília Broj gledatelja: 67.882 Sudac: Mark Geiger |

| 30. lipnja 2014. 22:00 |                  |               |                                                                             |
| Njemačka               | 2:1 (produžetci) | Alžir         | Estádio Beira-Rio, Porto Alegre Broj gledatelja: 43.063 Sudac: Sandro Ricci |
| Schürrle 92' Özil 120' | Izvješće         | Djabou 120+1' | Estádio Beira-Rio, Porto Alegre Broj gledatelja: 43.063 Sudac: Sandro Ricci |

| 1. srpnja 2014. 18:00 |                  |           |                                                                            |
| Argentina             | 1:0 (produžetci) | Švicarska | Arena Corinthians, São Paulo Broj gledatelja: 63.255 Sudac: Jonas Eriksson |
| Di María 118'         | Izvješće         |           | Arena Corinthians, São Paulo Broj gledatelja: 63.255 Sudac: Jonas Eriksson |

| 1. srpnja 2014. 22:00     |                  |            |                                                                           |
| Belgija                   | 2:1 (produžetci) | SAD        | Arena Fonte Nova, Salvador Broj gledatelja: 51.227 Sudac: Djamel Haimoudi |
| De Bruyne 93' Lukaku 105' | Izvješće         | Green 107' | Arena Fonte Nova, Salvador Broj gledatelja: 51.227 Sudac: Djamel Haimoudi |

### Četvrtfinale
| 4. srpnja 2014. 18:00 |          |             |                                                                       |
| Francuska             | 0:1      | Njemačka    | Maracanã, Rio de Janeiro Broj gledatelja: 74.240 Sudac: Néstor Pitana |
|                       | Izvješće | Hummels 13' | Maracanã, Rio de Janeiro Broj gledatelja: 74.240 Sudac: Néstor Pitana |

| 4. srpnja 2014. 22:00 |          |                      |                                                                                    |
| Brazil                | 2:1      | Kolumbija            | Estádio Castelão, Fortaleza Broj gledatelja: 60.342 Sudac: Carlos Velasco Carballo |
| Silva 7' Luiz 69'     | Izvješće | Rodríguez 80' (11 m) | Estádio Castelão, Fortaleza Broj gledatelja: 60.342 Sudac: Carlos Velasco Carballo |

| 5. srpnja 2014. 18:00 |          |         |                                                                                |
| Argentina             | 1:0      | Belgija | Estádio Mané Garrincha, Brasília Broj gledatelja: 68.551 Sudac: Nicola Rizzoli |
| Higuaín 8'            | Izvješće |         | Estádio Mané Garrincha, Brasília Broj gledatelja: 68.551 Sudac: Nicola Rizzoli |

| 5. srpnja 2014. 22:00 |                  |           |                                                                           |
| Nizozemska            | 0:0 (produžetci) | Kostarika | Arena Fonte Nova, Salvador Broj gledatelja: 51.179 Sudac: Ravshan Irmatov |
|                       | Izvješće         |           | Arena Fonte Nova, Salvador Broj gledatelja: 51.179 Sudac: Ravshan Irmatov |

|                                 |     | jedanaesterci                      |  |  |
| van Persie Robben Sneijder Kuyt | 4:3 | Borges Ruiz González Bolaños Umaña |  |  |
|                                 |     |                                    |  |  |

### Polufinale
| 8. srpnja 2014. 22:00 |          |                                                                   |                                                                                 |
| Brazil                | 1:7      | Njemačka                                                          | Estádio Mineirão, Belo Horizonte Broj gledatelja: 58.141 Sudac: Marco Rodríguez |
| Oscar 90'             | Izvješće | Müller 11' Klose 23' Kroos 24', 26' Khedira 29' Schürrle 69', 79' | Estádio Mineirão, Belo Horizonte Broj gledatelja: 58.141 Sudac: Marco Rodríguez |

| 9. srpnja 2014. 22:00 |                  |           |                                                                          |
| Nizozemska            | 0:0 (produžetci) | Argentina | Arena Corinthians, São Paulo Broj gledatelja: 63.267 Sudac: Cüneyt Çakır |
|                       | Izvješće         |           | Arena Corinthians, São Paulo Broj gledatelja: 63.267 Sudac: Cüneyt Çakır |

|                            |     | jedanaesterci                |  |  |
| Vlaar Robben Sneijder Kuyt | 2:4 | Messi Garay Agüero Rodriguez |  |  |
|                            |     |                              |  |  |

### Utakmica za 3. mjesto
| 12. srpnja 2014. 22:00 |          |                                                |                                                                                 |
| Brazil                 | 0:3      | Nizozemska                                     | Estádio Mané Garrincha, Brasília Broj gledatelja: 68.034 Sudac: Djamel Haimoudi |
|                        | Izvješće | van Persie 3' (11 m) Blind 17' Wijnaldum 90+1' | Estádio Mané Garrincha, Brasília Broj gledatelja: 68.034 Sudac: Djamel Haimoudi |

### Finale
| 13. srpnja 2014. 21:00 |                  |           |                                                                        |
| Njemačka               | 1:0 (produžetci) | Argentina | Maracanã, Rio de Janeiro Broj gledatelja: 74.738 Sudac: Nicola Rizzoli |
| Götze 113'             | Izvješće         |           | Maracanã, Rio de Janeiro Broj gledatelja: 74.738 Sudac: Nicola Rizzoli |

## Statistike
Ukupan broj pogodaka: 171
Ukupan broj jedanaesteraca: 13 (12 realiziranih)
Ukupan broj autogolova: 5 (Marcelo, Noel Valladares, Sead Kolašinac, John Boye, Joseph Yobo)
Najveći broj pogodaka po reprezentaciji: 18 (Njemačka)
Prvi pogodak
- Marcelo (autogol) – 11. minuta (Hrvatska 1:3 Brazil)

Najbrži pogodak
- Clint Dempsey – 1. minuta (29. sekunda) (SAD 2:1 Gana)

Najkasniji pogodak bez produžetaka
- Silvestre Varela – 95. minuta (SAD 2:2 Portugal)

Prvi žuti karton
- Neymar – 27. minuta (Hrvatska 1:3 Brazil)

Ukupan broj žutih kartona: 187
Ukupan broj crvenih kartona: 10
Najviše golova na utakmici
- Brazil 1:7 Njemačka

Najmanje golova na utakmici u regularnom vremenu
- Iran 0:0 Nigerija
- Japan 0:0 Grčka
- Kostarika 0:0 Engleska
- Ekvador 0:0 Francuska
- Njemačka 0:0 Alžir
- Argentina 0:0 Švicarska
- Belgija 0:0 SAD
- Nizozemska 0:0 Kostarika
- Nizozemska 0:0 Argentina
- Njemačka 0:0 Argentina

Najstariji igrač s postignutim pogotkom
- Noel Valladares (autogol) – 37 godina, 1 mjesec i 12 dana

Najmlađi igrač s postignutim pogotkom
- Julian Green – 19 godina i 25 dana

### Strijelci
6 golova
- James Rodríguez

5 golova
- Thomas Müller

4 gola
| - Lionel Messi | - Neymar - Robin van Persie |  |

3 gola
| - Enner Valencia - Karim Benzema - Arjen Robben | - André Schürrle - Xherdan Shaqiri |  |

2 gola
| - Abdelmoumene Djabou - Islam Slimani - Tim Cahill - Oscar - David Luiz - Alexis Sánchez - Andre Ayew - Asamoah Gyan | - Ivan Perišić - Mario Mandžukić - Gervinho - Wilfried Bony - Jackson Martínez - Bryan Ruiz - Ahmed Musa - Memphis Depay | - Mario Götze - Miroslav Klose - Toni Kroos - Mats Hummels - Clint Dempsey - Luis Suarez |

1 gol
| - Sofiane Feghouli - Yacine Brahimi - Rafik Halliche - Gonzalo Higuaín - Ángel di María - Marcos Rojo - Mile Jedinak - Kevin De Bruyne - Romelu Lukaku - Divock Origi - Marouane Fellaini - Dries Mertens - Jan Vertonghen - Edin Džeko - Miralem Pjanić - Avdija Vršajević - Vedad Ibišević - Thiago Silva - Fred - Fernandinho - Charles Aránguiz - Eduardo Vargas - Jorge Valdivia - Jean Beausejour - Daniel Sturridge - Wayne Rooney - Paul Pogba - Olivier Giroud | - Blaise Matuidi - Mathieu Valbuena - Moussa Sissoko - Andreas Samaris - Georgios Samaras - Sokratis Papastathopoulos - Carlo Costly - Ivica Olić - Reza Ghoochannejhad - Mario Balotelli - Claudio Marchisio - Keisuke Honda - Shinji Okazaki - Keunho Lee - Son Heung-min - Koo Ja-cheol - Joel Matip - Juan Quintero - Pablo Armero - Juan Guillermo Cuadrado - Teófilo Gutiérrez - Joel Campbell - Oscar Duarte - Marco Ureña - Giovani dos Santos - Oribe Peralta - Rafael Márquez - Andrés Guardado | - Javier Hernández - Peter Odemwingie - Stefan de Vrij - Leroy Fer - Wesley Sneijder - Klaas-Jan Huntelaar - Daley Blind - Georginio Wijnaldum - Mesut Özil - Sami Khedira - Nani - Silvestre Varela - Cristiano Ronaldo - Aleksandr Kokorin - Aleksandr Keržakov - Julian Green - Jermaine Jones - John Brooks - Xabi Alonso - David Villa - Fernando Torres - Juan Manuel Mata - Admir Mehmedi - Haris Seferović - Blerim Dzemaili - Granit Xhaka - Edinson Cavani - Diego Godin |

Autogolovi
- Sead Kolašinac (protiv Argentine)
- Marcelo (protiv Hrvatske)
- John Boye (protiv Portugala)
- Noel Valladares (protiv Francuske)
- Joseph Yobo (protiv Francuske)

## Infrastruktura

### Stadioni
Brazilski nogometni savez (CBF) procijenio je da će trošak izgradnje i renoviranja stadiona ukupno biti više od 1,9 milijardi R$ (1,1 milijardi eura ili 550 milijuna funti). Uz potrošnju na stadione i renovacije, još su se milijuni potrošili na osnovnu infrastrukturu da bi se zemlja pripremila za prvenstvo.
Kad je dobio informaciju da je organizator Svjetskog nogometnog prvenstva, predsjednik CBF-a Ricardo Teixeira je izjavio: "Mi smo civiliziran narod koji prolazi kroz izvrsno razdoblje, i imamo sve pripremljeno da primimo čast organizacije Svjetskoga prvenstva." Teixeira je bio u sjedištu FIFA-e u Zürichu kad je donesena odluka.
"Sljedećih nekoliko godina imat ćemo dosljedna pritjecanja investicija. Svjetsko prvenstvo 2014. omogućit će Brazilu modernu infrastrukturu," rekao je Teixeira. "Socijalno rečeno, bit će jako korisno. Naš je cilj Brazil učiniti vidljivijim u globalnom pogledu," dodao je. "Svjetsko je prvenstvo puno više od običnog športskog događaja. Bit će zanimljiv način unaprijeđenja socijalne preobrazbe."

### Zračni i javni prijevoz
31. kolovoza 2009., državna agencija za zračni prijevoz, Infraero, otkrila je investni plan od 5,3 milijarde reala (otprilike 3 milijarde eura) za nadogradnju zračnih luka u deset gradova domaćina prvenstva, povećavajem njihovih kapaciteta i udobnijim smještajem za stotine tisuća očekivanih turista. Natal i Salvador su isključeni iz projekta jer su njihove renovacije već nedavno bile dovršene. Značajan iznos novca (55,3% od svih investicija) potrošen je na dvije zračne luke, one u São Paulu i Rio de Janeiru.
Infraerova najava dovela je do kritika Brazilske opće zrakoplovne organizacije (ABAG), skupine privatnih vlasnika zrakoplova, da se brazilski aerodromi trenutno ne mogu nostiti s priljevom Svjetskog prvenstva. Potpredsjednik organizacije Adalberto Febeliano, izjavio je da se očekuje više od 500.000 nogometnih navijača, gdje svaki od njih koristi šest do četrnaest letova tijekom prvenstva da bi otišli na više utakmica u drugim gradovima. U svibnju 2010., brazilska je Vlada promijenila legislaciju kandidature da bi dopustila fleksibilnost Infraeru.
Što se tiče javnog prijevoza, osam gradova domaćina sagradili su metro linije koje su povezale aerodrome sa stadionima, eventualno i sa središtem grada. Navedeni gradovi su Porto Alegre, São Paulo, Salvador, Fortaleza, Manaus, Brasília, Cuiabá, i Natal. Uz to, gradovi koji su uveli brzu autobusnu liniju (BRT) do stadiona posebno za Svjetsko prvenstvo su Belo Horizonte, Curitiba, Recife i Rio de Janeiro. Brza autobusna linija Rio de Janeira je, osim spajanja međunarodnog aerodroma s Maracanom, uključila i susjedstvo Barra da Tijuca, u kojem je sjedište Olimpijskih igara 2016.

## Službena lopta
Službena lopta Svjetskog nogometnog prvenstva 2014. bila je Adidasova Brazuca. Ime je dobila javnim glasovanjem preko milijun brazilskih navijača, te je dobila preko 70% glasova.

## Vanjske poveznice
- Službena stranica
- Informacije o prvenstvu, Sepp Blatter (20. svibnja)  Arhivirana inačica izvorne stranice od 1. lipnja 2006. (Wayback Machine)